# نيكولا ماركوفيتش
نيكولا ماركوفيتش (بالصربية: Никола Марковић) مواليد 7 يوليو 1989 في بلغراد، جمهورية صربيا الاشتراكية، هو لاعب كرة سلة صربي. بدأ مسيرته الاحترافية في سنة 2007. يلعب مع ترفل سوبوت في الدوري البولندي لكرة السلة كلاعب وسط. يحمل الرقم 7. يبلغ طوله 6 قدم 10 بوصة (2.1 م). حقق المركز الثالث في الألعاب الجامعية الصيفية 2013.

## المسيرة الاحترافية
لعب مع نادي إف إم بي لكرة السلة من سنة 2007 إلى 2011، ثم لعب مع نادي ريد ستار لكرة السلة في موسم 2011–2012، ثم لعب مع نادي بانلفسينياكوس لكرة السلة في موسم 2014–2015، ثم لعب مع ترفل سوبوت في سنة 2016.

## الميداليات
| الميدالية | المسابقة                      |
| --------- | ----------------------------- |
| برونزية   | الألعاب الجامعية الصيفية 2013 |

## روابط خارجية
- نيكولا ماركوفيتش على موقع الاتحاد الدولي لكرة السلة (الإنجليزية)
- نيكولا ماركوفيتش على موقع كرة السلة الأوروبية.كوم (الإنجليزية)
- نيكولا ماركوفيتش على موقع ريلجم (الإنجليزية)
- نيكولا ماركوفيتش على موقع بروبوليرز (الإنجليزية)
- نيكولا ماركوفيتش على موقع سبورتس رفرنس (الإنجليزية)